# Bertrand de Polignac
Bertrand de Polignac (mort 2 novembre 1501) est un ecclésiastique français qui fut évêque de Rodez désigné en 1494 puis effectif pendant 9 jours en  1501.

## Biographie
Bertrand de Polignac est le fils de Guillaume-Armand XIII de Polignac et d'Amée de Saluces, dame de Coppet, fille de Manfred de Saluces. Il est le neveu de l'évêque de Rodez Bertrand de Chalençon dit de Polignac. 
Ce dernier décide de lui céder son siège épiscopal et le désigne comme successeur dès 1494 mais il conserve la gestion et les revenus de l'évêché jusqu'à sa mort en 1501. Bertrand de Polignac lui succède donc mais meurt le 2 novembre 1501, neuf jours après son oncle. 
Il est inhumé à ses côtés sous le jubé de la cathédrale Notre-Dame de Rodez, où une plaque rappelle la singularité de ces deux décès successifs.